# Lista celor mai înalte structuri din România
Aceasta este o listă a celor mai înalte structuri din România. Lista include numai structuri cu înălțimi ce depășesc 100 m. De asemenea, sunt incluse numai structurile care au alte funcții decât cele asociate zgârie-norilor: coșuri industriale, turnuri radio/TV, turbine eoliene, baraje, poduri ș.a.

## Lista celor mai înalte structuri (peste 100 m)
indică o structură care a fost demolată.
| Structură                                 | Amplasament                                                                   | Tipul structurii | Anul PIF | Înălțime      | Fotografie | Note                                                                                                 |
| ----------------------------------------- | ----------------------------------------------------------------------------- | ---------------- | -------- | ------------- | ---------- | --- |
| Turnul Combinatului Cuprom                | Baia Mare 47°39′10.39″N 23°36′19.72″E / 47.6528861°N 23.6054778°E             | Coș industrial   | 1995     | 351,5 m       |            | |
| ROMAG TERMO                               | Halânga, Mehedinți 44°40′32.67″N 22°41′12.03″E / 44.6757417°N 22.6866750°E    | Coș industrial   | 1981     | 300 m         |            | |
| Tetkron Brașov (fost CET Brașov)          | Brașov 45°39′44.24″N 25°38′48.98″E / 45.6622889°N 25.6469389°E                | Coș industrial   |          | 280 m         |            | |
| Complexul Energetic Turceni               | Turceni 44°40′14.9″N 23°24′23.7″E / 44.670806°N 23.406583°E                   | Coș industrial   |          | 280 m         |            | |
| Complexul Energetic Rovinari              | Rovinari 44°54′30.02″N 23°8′6.14″E / 44.9083389°N 23.1350389°E                | Coș industrial   |          | 280 m         |            | |
| CET Sud Pitești                           | Pitești 44°48′24.99″N 24°54′50.67″E / 44.8069417°N 24.9140750°E               | Coș industrial   | 1989     | 280 m         |            | Alte surse menționează 310 m sau 180 m                                                               |
| Turnul IFA                                | Suceava 47°39′32.2″N 26°16′13.3″E / 47.658944°N 26.270361°E                   | Coș industrial   | 1984     | 265 m         |            | |
| CET Târgu Jiu                             | Târgu Jiu 45°45.85″N 23°15′33.95″E / 45.0127361°N 23.2594306°E                | Coș industrial   |          | 256 m         |            | |
| Stația de emisie Bod                      | Bod, Brașov 45°45′22.27″N 25°36′26.77″E / 45.7561861°N 25.6074361°E           | Releu            |          | 250 m         |            | |
| Sometra Copșa Mică                        | Copșa Mică 46°6′59″N 24°13′15″E / 46.11639°N 24.22083°E                       | Coș industrial   |          | 250 m         |            | |
| CET Chișcani                              | Chiscani, Brăila 45°9′54.12″N 27°55′24.18″E / 45.1650333°N 27.9233833°E       | Coș industrial   |          | 200 m         |            | |
| CET Progresu                              | București 44°22′18.12″N 26°6′30.5″E / 44.3717000°N 26.108472°E                | Coș industrial   |          | 240 m         |            | |
| Stația de emisie Rus                      | Rus, Sălaj 47°16′15″N 23°36′E / 47.27083°N 23.600°E                           | Releu            |          | 240 m         |            | |
| Releul Feleacu                            | Feleacu, Cluj 46°42′51.26″N 23°38′32.17″E / 46.7142389°N 23.6422694°E         | Releu            |          | 220 m         |            | |
| CET Constanța                             | Constanța 44°9′31.28″N 28°36′26.99″E / 44.1586889°N 28.6074972°E              | Coș industrial   |          | 250 m         |            | |
| Stația de emisie Boldur                   | Boldur, Timiș 45°41′19.8″N 21°47′50.7″E / 45.688833°N 21.797417°E             | Releu            | 1969     | 213 m         |            | |
| Electrocentrale Deva                      | Mintia, Hunedoara 45°54′44.23″N 22°49′29.49″E / 45.9122861°N 22.8248583°E     | Coș industrial   | 1971     | 220 m         |            | |
| Ampelum Zlatna                            | Zlatna 46°6′52.18″N 23°14′3.86″E / 46.1144944°N 23.2344056°E                  | Coș industrial   | 1988     | 220 m         |            | |
| CET Crivina                               | Anina 45°2′1.59″N 21°48′57.69″E / 45.0337750°N 21.8160250°E                   | Coș industrial   | 1976     | 220 m         |            | Demolat în 2009                                                                                      |
| Stația de emisie Văcăreni                 | Văcăreni, Tulcea 45°19′40.97″N 28°10′37.02″E / 45.3280472°N 28.1769500°E      | Releu            | 1985     | 218 m         |            | |
| Turnul foste întreprinderi Vâscoza        | Lupeni 45°21′4.46″N 23°11′57.85″E / 45.3512389°N 23.1994028°E                 | Coș industrial   |          | 216,4 m       |            | |
| Stația de emisie Boiu                     | Boiu, Hunedoara 45°56′5.99″N 23°6′29.35″E / 45.9349972°N 23.1081528°E         | Releu            |          | 216 m         |            | |
| CET Bacău                                 | Bacău 46°31′48.8″N 26°56′18.15″E / 46.530222°N 26.9383750°E                   | Coș industrial   |          | 230 m         |            | |
| Stația de emisie Mihoveni                 | Mihoveni, Suceava 47°39′45.51″N 26°9′4.61″E / 47.6626417°N 26.1512806°E       | Releu            |          | 214 m         |            | |
| Stația de emisie Săveni                   | Săveni 47°56′2.27″N 26°50′19.58″E / 47.9339639°N 26.8387722°E                 | Releu            | 1988     | 200 m         |            | |
| Stația de emisie Urseni                   | Urseni, Timiș 45°43′15.67″N 21°15′19.48″E / 45.7210194°N 21.2554111°E         | Releu            |          | 212 m         |            | |
| CET Doicești                              | Doicești, Dâmbovița 45°2.77″N 25°23′49.51″E / 45.0007694°N 25.3970861°E       | Coș industrial   |          | 208 m         |            | Demolat în 2022                                                                                      |
| Stația de emisie Balota                   | Balota, Mehedinți 44°36′1.35″N 22°49′9.75″E / 44.6003750°N 22.8193750°E       | Releu            |          | 208 m         |            | |
| Parcul eolian Ruginoasa                   | Ruginoasa, Iași                                                               | Turbină eoliană  |          | 206 m         |            | |
| Turnul Combinatului                       | Dej 47°9′46.02″N 23°53′46.73″E / 47.1627833°N 23.8963139°E                    | Coș industrial   |          | 204 m         |            | Demolat în 2011                                                                                      |
| CET Arad                                  | Arad 46°13′20.59″N 21°19′42.65″E / 46.2223861°N 21.3285139°E                  | Coș industrial   |          | 200 m / 160 m |            | |
| Turnul de telecomunicații Ciurel          | București 44°26′31.6″N 26°2′18.3″E / 44.442111°N 26.038417°E                  | Turn zăbrelit    |          | 200 m         |            | |
| Stația de emisie Căprioara                | Popeni, Vaslui 46°14′28.72″N 27°51′3.82″E / 46.2413111°N 27.8510611°E         | Releu            |          | 200 m         |            | |
| Complexul Energetic Craiova               | Craiova 44°23′15.68″N 23°43′5.19″E / 44.3876889°N 23.7181083°E                | Coș industrial   |          | 200 m         |            | Alte surse menționează 150 m                                                                         |
| Podul peste Dunăre de la Brăila           | Brăila 45°19′1.85″N 27°59′42.07″E / 45.3171806°N 27.9950194°E                 | Pod suspendat    | 2023     | 192 m         |            | |
| CET Sud Timișoara                         | Timișoara 45°42′26.19″N 21°11′49.62″E / 45.7072750°N 21.1971167°E             | Coș industrial   |          | 181 m         |            | |
| Turnul de telecomunicații Strejnicu       | Strejnicu, Prahova 44°54′51.65″N 25°52′14.07″E / 44.9143472°N 25.8705750°E    | Turn zăbrelit    |          | 199 m         |            | |
| Stația de emisie Șcheia                   | Șcheia, Suceava 47°56′4″N 26°6′6″E / 47.93444°N 26.10167°E                    | Releu            |          | 197 m         |            | |
| Stația de emisie Orțișoara                | Orțișoara, Timiș 45°58′2.71″N 21°12′53.74″E / 45.9674194°N 21.2149278°E       | Releu            |          | 118 m         |            | |
| Stația de emisie Pietrăria                | Pietrăria, Iași 47°5′10.24″N 27°38′48.34″E / 47.0861778°N 27.6467611°E        | Releu            |          | 193 m         |            | |
| Parcul eolian Vârlezi                     | Vârlezi, Galați 45°52′30″N 27°50′44″E / 45.87500°N 27.84556°E                 | Turbină eoliană  |          | 150 m         |            | |
| Stația de emisie Voinești                 | Voinești, Dâmbovița 45°3′26.3″N 25°15′37.5″E / 45.057306°N 25.260417°E        | Releu            |          |               |            | |
| Stația de emisie Tâncăbești               | Tâncăbești, Ilfov 44°40′15.9″N 26°4′50.4″E / 44.671083°N 26.080667°E          | Releu            |          | 187 m         |            | |
| CET Slatina                               | Slatina 44°24′17.06″N 24°22′46.21″E / 44.4047389°N 24.3795028°E               | Coș industrial   |          | 186 m         |            | Demolat în 2011                                                                                      |
| CET I Oradea                              | Oradea 47°5′4.83″N 21°53′34.05″E / 47.0846750°N 21.8927917°E                  | Coș industrial   |          | 180 m         |            | |
| CET Vest București                        | București 44°25′25.06″N 25°58′42.52″E / 44.4236278°N 25.9784778°E             | Coș industrial   | 1972     | 180 m         |            | |
| CET II Borzești                           | Onești 46°15′51.53″N 26°47′43.09″E / 46.2643139°N 26.7953028°E                | Coș industrial   |          | 180 m         |            | Demolat în 2013                                                                                      |
| CET Suceava                               | Suceava 47°39′6.76″N 26°17′53.84″E / 47.6518778°N 26.2982889°E                | Coș industrial   |          | 180 m         |            | |
| CET Zalău                                 | Zalău 47°12′21.12″N 23°1′52.96″E / 47.2058667°N 23.0313778°E                  | Coș industrial   |          | 168 m         |            | |
| CET II Holboca                            | Holboca, Iași 47°8′50.48″N 27°43′1.56″E / 47.1473556°N 27.7171000°E           | Coș industrial   | 1986     | 164 m         |            | |
| Barajul Gura Apelor                       | Munții Retezat, Hunedoara 45°20′20.3″N 22°43′18″E / 45.338972°N 22.72167°E    | Baraj            | 1986     | 168 m         |            | |
| Stația de emisie Oradea                   | Oradea 47°3′31.71″N 21°58′22.3″E / 47.0588083°N 21.972861°E                   | Releu            |          | 167 m         |            | |
| Barajul Vidraru                           | Munții Făgăraș, Argeș 45°21′59.9″N 24°37′50″E / 45.366639°N 24.63056°E        | Baraj            |          | 166,6 m       |            | |
| Stația de emisie Jucu                     | Jucu de Sus, Cluj 46°52′6.16″N 23°48′37.67″E / 46.8683778°N 23.8104639°E      | Releu            |          | 165 m         |            | |
| CET Paroșeni                              | Jiu-Paroșeni, Hunedoara 45°21′58″N 23°15′40″E / 45.36611°N 23.26111°E         | Coș industrial   |          | 160 m         |            | |
| CET II Oradea                             | Oradea 47°1′37.93″N 21°59′5.4″E / 47.0272028°N 21.984833°E                    | Coș industrial   | 1987     | 160 m         |            | Demolat în 2016                                                                                      |
| Parcul eolian Valea Nucarilor             | Valea Nucarilor, Tulcea 45°1′56″N 28°50′54″E / 45.03222°N 28.84833°E          | Turbină eoliană  |          | 155 m         |            | |
| Stația de emisie Dobrogea-Sud             | Băneasa, Constanța 44°2′59.71″N 27°45′8.29″E / 44.0499194°N 27.7523028°E      | Releu            |          | 153 m         |            | |
| Stația de emisie Uricani                  | Uricani 47°10′56.19″N 27°27′29.22″E / 47.1822750°N 27.4581167°E               | Releu            |          | 152 m         |            | |
| Antibiotice Iași                          | Iași 47°10′26.39″N 27°29′16.87″E / 47.1739972°N 27.4880194°E                  | Coș industrial   |          | 152 m         |            | |
| Donasid Călărași                          | Călărași 44°13′48.73″N 27°17′30.73″E / 44.2302028°N 27.2918694°E              | Coș industrial   | 1979     | 152 m         |            | |
| LEA Cernavodă-Stâlpu                      | Constanța, Ialomița44°22′13″N 28°02′11″E / 44.37038°N 28.03630°E              | Turn zăbrelit    | 2022     | 150 m         |            | Sunt 2 stâlpi de 150 m la Dunăre și 2 stâlpi de 100 m peste brațul Borcea.                           |
| Turnul de Televiziune                     | Galați 45°24′47.4″N 28°1′26.83″E / 45.413167°N 28.0241194°E                   | Turn din beton   | 1978     | 150 m         |            | |
| Turnul de Televiziune                     | Bacău 46°36′18.53″N 26°55′46.18″E / 46.6051472°N 26.9294944°E                 | Turn din beton   |          | 148 m         |            | |
| Parcul eolian Săcele                      | Săcele, Constanța 44°29′43″N 28°34′29″E / 44.49528°N 28.57472°E               | Turbină eoliană  |          | 150 m         |            | |
| Platforma Petromidia                      | Năvodari 44°20′12.17″N 28°38′29.41″E / 44.3367139°N 28.6415028°E              | Coș industrial   |          | 150 m         |            | |
| Parcul eolian Mihai Viteazu               | Mihai Viteazu, Constanța 44°37′46″N 28°36′28″E / 44.62944°N 28.60778°E        | Turbină eoliană  |          | 150 m         |            | |
| Parcul eolian Cogealac                    | Cogealac, Constanța 44°29′54″N 28°34′5″E / 44.49833°N 28.56806°E              | Turbină eoliană  |          | 150 m         |            | |
| Parcul eolian Fântânele                   | Fântânele, Constanța 44°35′48″N 28°35′28″E / 44.59667°N 28.59111°E            | Turbină eoliană  |          | 150 m         |            | |
| Parcul eolian Dorobanțu                   | Dorobanțu, Tulcea 44°55′50″N 28°20′9″E / 44.93056°N 28.33583°E                | Turbină eoliană  |          | 150 m         |            | |
| Parcul eolian Albești                     | Albești, Vaslui 46°32′45″N 27°54′58″E / 46.54583°N 27.91611°E                 | Turbină eoliană  |          | 150 m         |            | |
| Parcul eolian Vutcani                     | Vutcani, Vaslui 46°28′35″N 27°55′36″E / 46.47639°N 27.92667°E                 | Turbină eoliană  |          | 150 m         |            | |
| Parcul eolian Peștera                     | Peștera, Constanța 44°11′25″N 28°5′7″E / 44.19028°N 28.08528°E                | Turbină eoliană  |          | 150 m         |            | |
| Parcul eolian Siliștea                    | Siliștea, Constanța 44°23′31″N 28°11′39″E / 44.39194°N 28.19417°E             | Turbină eoliană  |          | 150 m         |            | |
| Parcul eolian Pecineaga                   | Pecineaga, Constanța 43°52′40″N 28°29′21″E / 43.87778°N 28.48917°E            | Turbină eoliană  |          | 150 m         |            | |
| Parcul eolian Crucea                      | Crucea, Constanța 44°29′6″N 28°16′31″E / 44.48500°N 28.27528°E                | Turbină eoliană  |          | 150 m         |            | |
| Parcul eolian Tortoman                    | Tortoman, Constanța 44°23′22″N 28°10′49″E / 44.38944°N 28.18028°E             | Turbină eoliană  |          | 150 m         |            | |
| Parcul eolian Târgușor                    | Târgușor, Constanța 44°29′16″N 28°19′25″E / 44.48778°N 28.32361°E             | Turbină eoliană  |          | 150 m         |            | |
| Parcul eolian Cernavodă                   | Cernavodă 44°18′54″N 28°9′47″E / 44.31500°N 28.16306°E                        | Turbină eoliană  |          | 150 m         |            | |
| Parcul eolian Însurăței                   | Însurăței 44°58′19″N 27°33′19″E / 44.97194°N 27.55528°E                       | Turbină eoliană  |          | 150 m         |            | |
| Parcul eolian Smulți                      | Smulți, Galați 45°55′43″N 27°47′41″E / 45.92861°N 27.79472°E                  | Turbină eoliană  |          | 150 m         |            | |
| Stația de emisie Șiria                    | Șiria, Arad 46°15′53.43″N 21°39′49.21″E / 46.2648417°N 21.6636694°E           | Releu            |          | 122 m         |            | |
| Turnul de televiziune                     | Techirghiol 44°2′12.5″N 28°37′25.04″E / 44.036806°N 28.6236222°E              | Turn din beton   |          | 195 m         |            | |
| Parcul eolian Casimcea                    | Casimcea, Tulcea 44°43′5″N 28°20′31″E / 44.71806°N 28.34194°E                 | Turbină eoliană  |          | 150 m         |            | |
| Turnul de telecomunicații Radiocom        | București 44°23′38.5″N 26°7′26.5″E / 44.394028°N 26.124028°E                  | Turn zăbrelit    |          | 145 m         |            | |
| CET Govora                                | Râmnicu Vâlcea, Vâlcea                                                        | Coș de fum       |          | 140 m         |            | |
| Turnul de telecomunicații Slatina         | Slatina 44°25′26.56″N 24°23′2.44″E / 44.4240444°N 24.3840111°E                | Turn zăbrelit    |          | 105 m         |            | |
| Stația de emisie Botiz                    | Botiz, Satu Mare 47°51′18.1″N 22°58′24.24″E / 47.855028°N 22.9734000°E        | Releu            |          | 139 m         |            | |
| Stația de emisie Târgu Jiu                | Târgu Jiu 45°1′2.73″N 23°17′34.76″E / 45.0174250°N 23.2929889°E               | Releu            |          | 138,7 m       |            | |
| Stația de emisie Galbeni                  | Galbeni, Bacău 46°45′20.6″N 26°50′51.96″E / 46.755722°N 26.8477667°E          | Releu            |          |               |            | |
| Turnul de telecomunicații Câmpia Turzii   | Câmpia Turzii 46°30′51″N 23°54′46″E / 46.51417°N 23.91278°E                   | Turn zăbrelit    |          | 135 m         |            | |
| Parcul eolian Limanu                      | Limanu, Constanța 43°45′N 28°28′28″E / 43.750°N 28.47444°E                    | Turbină eoliană  |          | 134 m         |            | |
| Releul Măgura Boiului                     | Deva 45°52′21.04″N 22°51′42.69″E / 45.8725111°N 22.8618583°E                  | Turn zăbrelit    | 1992     | 200 m         |            | |
| Stația de emisie Ciuperceni               | Ciuperceni, Teleorman 43°46′40″N 24°54′56″E / 43.77778°N 24.91556°E           | Releu            |          |               |            | |
| CPL Bistrița                              | Bistrița 47°8′17.46″N 24°29′9.23″E / 47.1381833°N 24.4858972°E                | Coș industrial   |          | 120 m         |            | |
| Turnul de telecomunicații Tei             | București 44°27′12.46″N 26°6′23.99″E / 44.4534611°N 26.1066639°E              | Turn zăbrelit    |          | 127 m         |            | |
| Barajul Bicaz                             | Masivul Ceahlău, Neamț 46°56′18.7″N 26°6′11.1″E / 46.938528°N 26.103083°E     | Baraj            |          | 127 m         |            | |
| Portul Bechet stâlp electric              | Bechet 43°44′58.94″N 23°57′5.56″E / 43.7497056°N 23.9515444°E                 | Turn zăbrelit    | 1967     | 126,5         |            | construit pentru trecerea Dunării a liniei electrice de 220 kV Ișalnița-Kozlodui, astăzi neutilizată |
| Parcul eolian Rahman                      | Rahman, Tulcea 44°49′30″N 28°15′E / 44.82500°N 28.250°E                       | Turbină eoliană  |          | 120 m         |            | |
| Parcul eolian Baia                        | Baia, Tulcea 44°45′14″N 28°39′13″E / 44.75389°N 28.65361°E                    | Turbină eoliană  |          | 150 m         |            | |
| Releul Iscroni                            | Iscroni, Hunedoara 45°22′30.06″N 23°20′35.19″E / 45.3750167°N 23.3431083°E    | Releu            |          | 123 m         |            | |
| CET 2 Ploiești                            | Ploiești                                                                      | Coș industrial   | 1977     | 125 m         |            | |
| Barajul Poiana Mărului                    | Poiana Mărului, Caraș-Severin                                                 | Baraj            |          | 125 m         |            | pe râul Bistra Mărului                                                                               |
| Barajul Siriu                             | Masivul Siriu, Buzău 45°29′29.6″N 26°15′10.4″E / 45.491556°N 26.252889°E      | Baraj            | 1988     | 123 m         |            | |
| CET Botoșani                              | Botoșani 47°44′55.37″N 26°38′8″E / 47.7487139°N 26.63556°E                    | Coș industrial   |          | 120 m         |            | |
| Turnul de telecomunicații Tulcea          | Tulcea 45°9′55″N 28°48′25″E / 45.16528°N 28.80694°E                           | Turn zăbrelit    |          | 120 m         |            | |
| CET Brazi                                 | Brazi, Prahova                                                                | Coș industrial   | 1973     | 120 m         |            | |
| Romplumb Baia Mare                        | Baia Mare 47°41′4.51″N 23°37′19.23″E / 47.6845861°N 23.6220083°E              | Coș industrial   |          | 120 m         |            | |
| Barajul Drăgan                            | Munții Apuseni, Cluj 46°47′19.7″N 22°42′56.4″E / 46.788806°N 22.715667°E      | Baraj            | 1984     | 120 m         |            | |
| CET Sud București                         | București 44°24′19.32″N 26°9′9.19″E / 44.4053667°N 26.1525528°E               | Coș industrial   | 1965     | 120 m         |            | |
| Barajul Vidra                             | Voineasa, Vâlcea                                                              | Baraj            |          | 118 m         |            | |
| Barajul Râușor                            | Munții Iezer-Păpușa, Argeș 45°23′37.8″N 25°3′45.9″E / 45.393833°N 25.062750°E | Baraj            | 1987     | 117 m         |            | |
| Aglomeratorul II                          | Hunedoara 45°46′20″N 22°54′12″E / 45.77222°N 22.90333°E                       | Coș industrial   |          |               |            | |
| Stația de emisie Topolog                  | Topolog, Tulcea 44°51′23.85″N 28°25′10.89″E / 44.8566250°N 28.4196917°E       | Releu            |          | 119 m         |            | |
| LEA 750 kV Vetrino–Isaccea–Iujnoukraiinsk | Isaccea 45°16′13.2″N 28°29′46″E / 45.270333°N 28.49611°E                      | Stâlp de curent  |          |               |            | |
| Releul Galați                             | Galați 45°24′13.81″N 27°59′40.4″E / 45.4038361°N 27.994556°E                  | Releu            |          | 117,35 m      |            | |
| Stația de emisie Ghirdoveni               | Ghirdoveni, Dâmbovița 44°56′20.91″N 25°39′16.21″E / 44.9391417°N 25.6545028°E | Releu            |          |               |            | |
| Turnul de telecomunicații Nucet           | Nucet 45°52′20.29″N 22°51′43.86″E / 45.8723028°N 22.8621833°E                 | Turn zăbrelit    |          | 115 m         |            | |
| Archim Arad                               | Arad 46°10′14.97″N 21°26′2.15″E / 46.1708250°N 21.4339306°E                   | Coș industrial   |          |               |            | |
| Turnul de telecomunicații Semenic         | Semenic, Caraș-Severin 45°10′57.46″N 22°3′15.64″E / 45.1826278°N 22.0543444°E | Turn zăbrelit    |          | 103,5 m       |            | |
| Releul Gălbiori                           | Gălbiori, Constanța 44°28′28.65″N 28°18′22.16″E / 44.4746250°N 28.3061556°E   | Releu            |          |               |            | |
| Turnul IFMA                               | București 44°27′07″N 26°03′37″E / 44.45208°N 26.06036°E                       | Turn industrial  | 1988     | 114 m         |            | Demolat în 2020                                                                                      |
| Releul Măgura Odobeștilor                 | Bolotești, Vrancea 45°51′24″N 26°56′57″E / 45.85667°N 26.94917°E              | Turn zăbrelit    |          | 111 m         |            | |
| Turnul Colorom Codlea                     | Codlea, Brașov 45°41'11"N 25°26'54"E                                          | Coș industrial   |          | 110 m         |            | Demolat în 21 iunie 2013                                                                             |
| Stația meteorologică Mahmudia             | Mahmudia, Tulcea 45°05′14″N 29°04′19″E / 45.08722°N 29.07194°E                | Turn radar       |          | 110 m         |            | |
| Barajul Valea lui Iovan (Cerna Principal) | ???, Gorj                                                                     | Baraj            |          | 110 m         |            | |
| Turnul de telecomunicații Râmnicu Sărat   | Râmnicu Sărat 45°22′42.27″N 27°2′35.51″E / 45.3784083°N 27.0431972°E          | Turn zăbrelit    |          | 111,5 m       |            | |
| Barajul Paltinu                           | Valea Doftanei, Prahova 45°14′45.2″N 25°44′11.7″E / 45.245889°N 25.736583°E   | Baraj            | 1971     | 108 m         |            | |
| Releul Baba Ana                           | Baba Ana, Prahova 44°55′33″N 26°30′31″E / 44.92583°N 26.50861°E               | Turn zăbrelit    |          | 108 m         |            | |
| Turnul de telecomunicații Herăstrău       | București 44°28′36.7″N 26°3′2.2″E / 44.476861°N 26.050611°E                   | Turn zăbrelit    |          | 107 m         |            | |
| Releul Vadu Izei                          | Vadu Izei, Maramureș 47°52′38.45″N 23°56′34.71″E / 47.8773472°N 23.9429750°E  | Releu            |          |               |            | |
| Turnul de telecomunicații Pitești         | Pitești 44°51′6″N 24°51′48″E / 44.85167°N 24.86333°E                          | Turn zăbrelit    |          | 115 m         |            | |
| Turnul de telecomunicații Dej             | Dej 47°8′30″N 23°52′49″E / 47.14167°N 23.88028°E                              | Turn zăbrelit    |          | 107 m         |            | |
| Turnul de telecomunicații Sighet          | Sighetu Marmației 47°52′52″N 23°56′30″E / 47.88111°N 23.94167°E               | Turn zăbrelit    |          | 106 m         |            | |
| Barajul Pecineagu                         | Munții Iezer-Păpușa, Argeș 45°33′56.5″N 25°5′37.6″E / 45.565694°N 25.093778°E | Baraj            | 1984     | 107 m         |            | |
| Turnul de telecomunicații Murfatlar       | Murfatlar 44°10′38.76″N 28°24′43.42″E / 44.1774333°N 28.4120611°E             | Turn zăbrelit    |          | 105 m         |            | |
| Turnul de telecomunicații Medgidia        | Medgidia 44°14′42″N 28°15′47″E / 44.24500°N 28.26306°E                        | Turn zăbrelit    |          | 105 m         |            | |
| Turnul de telecomunicații Cernavodă       | Cernavodă 44°18′51″N 28°1′23″E / 44.31417°N 28.02306°E                        | Turn zăbrelit    |          | 105 m         |            | |
| Turnul de telecomunicații Brăila          | Brăila 45°14′46″N 27°57′14″E / 45.24611°N 27.95389°E                          | Turn zăbrelit    |          | 105 m         |            | |
| Releul Sinoe                              | Sinoe, Constanța 44°37′34″N 28°48′4″E / 44.62611°N 28.80111°E                 | Turn zăbrelit    |          |               |            | |
| Releul Siliștea Nouă                      | Siliștea Nouă, Suceava 44°21′50.9″N 24°58′56.35″E / 44.364139°N 24.9823194°E  | Turn zăbrelit    |          |               |            | |
| Releul Conachi                            | Hanu Conachi, Galați 45°35′26″N 27°33′59″E / 45.59056°N 27.56639°E            | Turn zăbrelit    |          |               |            | |
| Releul Bodoc                              | Bodoc, Covasna 45°56′57″N 25°50′7″E / 45.94917°N 25.83528°E                   | Turn zăbrelit    |          |               |            | |
| Turnul de telecomunicații Iași            | Iași 47°8′55″N 27°37′38″E / 47.14861°N 27.62722°E                             | Turn zăbrelit    |          | 105 m         |            | |
| Turnul de telecomunicații Zalău           | Zalău 47°11′32″N 23°2′40″E / 47.19222°N 23.04444°E                            | Turn zăbrelit    |          | 105 m         |            | |
| Releul Dâmbu Mare                         | Dâmbu Mare, Cluj 47°8′50″N 23°57′28″E / 47.14722°N 23.95778°E                 | Turn zăbrelit    |          | 105 m         |            | |
| Turnul de telecomunicații Tecuci          | Tecuci 45°53′30″N 27°21′53″E / 45.89167°N 27.36472°E                          | Turn zăbrelit    |          | 105 m         |            | |
| Azomureș Târgu Mureș                      | Târgu Mureș 46°30′42.93″N 24°30′28.58″E / 46.5119250°N 24.5079389°E           | Coș industrial   |          |               |            | |
| Parcul eolian Topolog                     | Topolog, Tulcea 44°8′27″N 28°15′12″E / 44.14083°N 28.25333°E                  | Turbină eoliană  |          | 150 m         |            | |
| CET Iași                                  | Iași 47°8′57.58″N 27°36′18.21″E / 47.1493278°N 27.6050583°E                   | Coș industrial   |          | 104 m         |            | |
| Vrancart Adjud                            | Adjud 46°6′24.64″N 27°11′38.41″E / 46.1068444°N 27.1940028°E                  | Coș industrial   |          | 101 m         |            | |
| Releul Ion Corvin                         | Ion Corvin, Constanța 44°7′1.23″N 27°48′4.76″E / 44.1170083°N 27.8013222°E    | Releu            |          |               |            | |
| Releul Tanacu                             | Tanacu, Vaslui 46°40′15.27″N 27°47′20.8″E / 46.6709083°N 27.789111°E          | Turn zăbrelit    |          | 101 m         |            | |
| Releul Peștera                            | Peștera, Constanța 44°8′2″N 28°8′6″E / 44.13389°N 28.13500°E                  | Turn zăbrelit    |          |               |            | |
| Releul Șimleu                             | Șimleu Silvaniei 47°14′4″N 22°49′28″E / 47.23444°N 22.82444°E                 | Turn zăbrelit    |          | 100 m         |            | |
| Parcul eolian Ciocârlia                   | Ciocârlia, Constanța 44°8′27″N 28°15′12″E / 44.14083°N 28.25333°E             | Turbină eoliană  |          | 100 m         |            | |
| Parcul eolian Topraisar                   | Topraisar, Constanța 43°58′42″N 28°31′7″E / 43.97833°N 28.51861°E             | Turbină eoliană  |          | 100 m         |            | |
| Parcul eolian Pantelimon                  | Pantelimon, Constanța 44°32′13″N 28°19′42″E / 44.53694°N 28.32833°E           | Turbină eoliană  |          | 150 m         |            | |